# سوک دیو
سوک دیو (انگلیسی: Sukh Dev؛ زادهٔ ۱۷ ژوئن ۱۹۲۳ – درگذشتهٔ ۱۶ اکتبر ۲۰۲۴) یک شیمی‌دان آلی اهل هند، محقق و نویسنده و از دانش‌آموختگان دانشگاه ایلینوی اربانا-شمپین بود. وی به دلیل مشارکت در توسعه گوگولسترون، یک استروئید گیاهی که به عنوان عامل درمانی و تغذیه‌ای مورد استفاده قرار گرفت شهرت یافت. او تحقیقات پیشرفته‌ای در علوم زیست‌پزشکی و شیمی محصولات طبیعی انجام داد و ۵۵ حق ثبت اختراع برای یافته‌های خود داشت.
دیو دریافت کننده چندین نشان افتخار از جمله جایزه شانتی سواروپ بهاتناگار، بالاترین جایزه در علم و فناوری در هند بود. وی در سال ۲۰۰۸ نشان پادما بوشان دولت هند، سومین نشان افتخار غیرنظامی برتر هند را به دلیل کمک‌هایش به علم و فناوری دریافت نمود.